# Angelo Amendolia
Angelo Amendolia (né le 26 septembre 1951, à Pace del Mela, et mort à Milazzo le 14 janvier 2012) est un arbitre italien de football.

## Biographie
Arbitrant 108 matchs de première division italienne entre 1987 et 1996, Angelo Amendolia fut arbitre international de 1991 à 1995. Il remporta le Premio Giovanni Mauro lors de la saison 1992-1993.

## Carrière
Angelo Amendolia a officié dans des compétitions majeures : 
- Coupe du monde de football des moins de 17 ans 1991 (2 matchs)
- Coupe d'Italie de football 1992-1993 (finale)
- Coupe d'Italie de football 1994-1995 (finale)
- Coupe Umbro (1 match)